# Gustav Veit

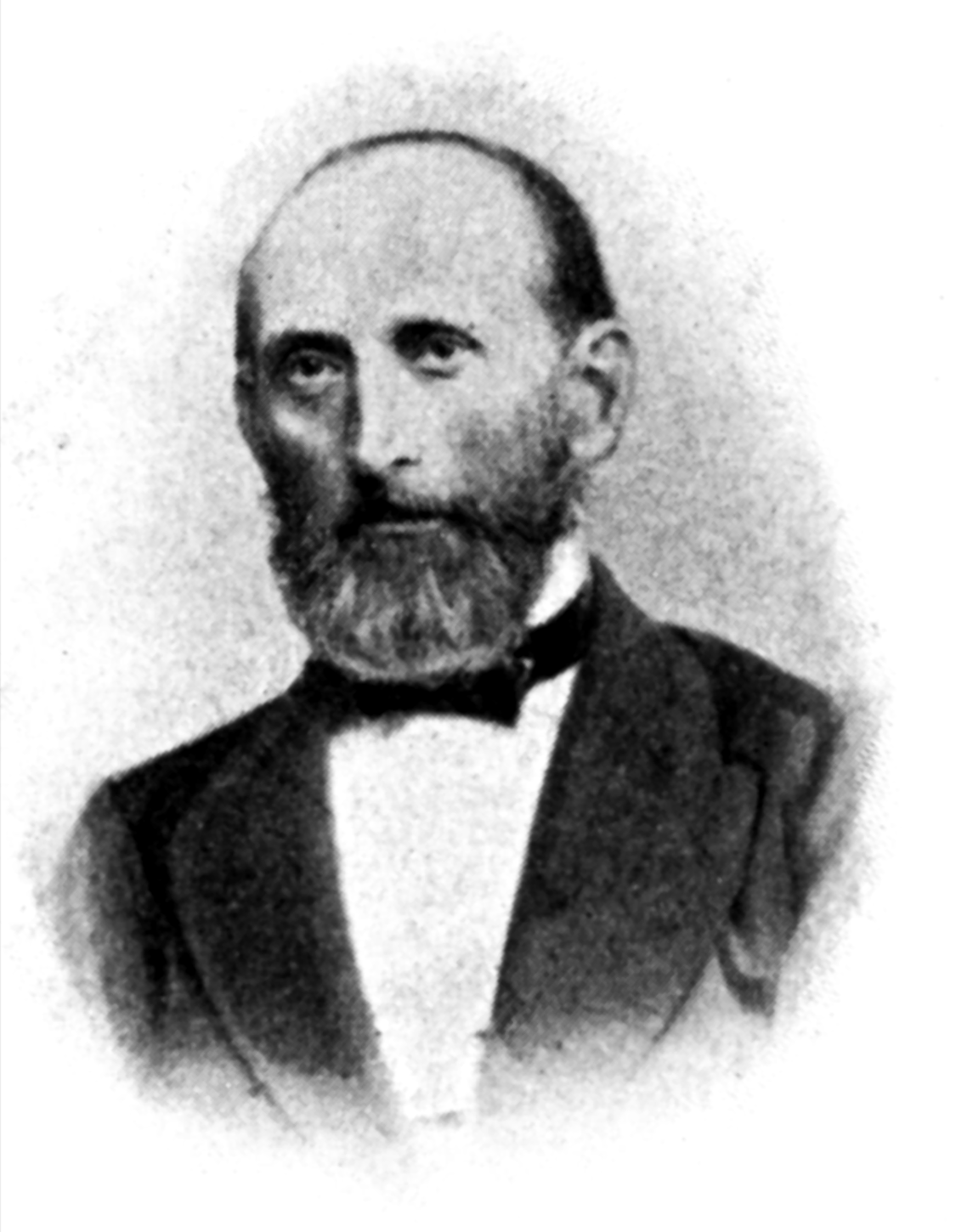
Gustav Veit, um 1870

Aloys Constantin Conrad Gustav Veit, ab 1893 von Veit (* 3. Juni 1824 in Leobschütz; † 20. April 1903 in Deyelsdorf) war ein deutscher Gynäkologe und Geburtshelfer.

## Leben
Der Sohn eines Apothekers studierte an den Universitäten Breslau, Berlin, Heidelberg und Halle Medizin. Er wurde 1848 an der Universität Halle mit der Arbeit Observationum de sanguinis quantitate nuperrime institutarum recensio promoviert. Als Assistent war er anschließend an den Geburtskliniken in Halle und in Berlin tätig. Gustav Veit habilitierte sich 1853 in Berlin und wurde im folgenden Jahr als Lehrstuhlinhaber für Geburtshilfe an die Universität Rostock berufen, wo er auch Direktor der Hebammen-Lehranstalt wurde. 1864 wechselte Veit als Direktor der Klinik für Geburtshilfe an die Universität Bonn. Auf seine Aufforderung hin begleitete ihn Karl Schroeder. Nach Alfred Hegar war Veit der vierte Präsident der Deutschen Gesellschaft für Gynäkologie und Geburtshilfe. 1870/71 amtierte er als Rektor der Universität. 1888 wurde er zum Mitglied der Leopoldina gewählt. 1893 wurde Veit emeritiert.
In seinem Beitrag Über die beste Methode zur Extraktion des nachfolgenden Kindeskopfes beschrieb Veit den Veit-Smellie-Handgriff, eine Technik zur Unterstützung der Geburt beim Vorliegen einer Beckenendlage, die nach ihm und dem schottischen Geburtshelfer William Smellie benannt wurde. Diese Technik wurde jedoch bereits vor Veit von Jacques Guillemeau in De l’hereux accouchement des femmes (1609) begründet.
Im Jahr 1887 heiratete Veit die wohlhabende und 34 Jahre jüngere Marie Bencard aus Rostock, eine Freundin von Martha Fontane. Am 11. Oktober 1893 wurde Veit in den preußischen Adelsstand erhoben. Seine vorpommerschen Güter Deyelsdorf mit Fäsekow übernahm 1903 sein Sohn aus erster Ehe August von Veit, der Landrat in Mohrungen war.

## Schriften (Auswahl)
- Observationum de sanguinis quantitate nuperrime institutarum recensio. Dissertation. Halle 1848. (Digitalisat)
- Über die beste Methode zur Extraktion des nachfolgenden Kindeskopfes. In: Greifswalder medicinische Beiträge. Danzig 1863.
- Ueber die Leitung der Geburt bei Doppelmissgeburten. Breitkopf & Härtel, Leipzig 1879. (Digitalisat)
- Krankheiten der weiblichen Geschlechtsorgane: Puerperalkrankheiten. In: Rudolf Virchow: Handbuch der speciellen Pathologie und Therapie. Band 6: 2. Abt., Enke, Erlangen 1856–1865. Digitalisat der Auflage 1856